# Angelus Apatrida
Angelus Apatrida est un groupe de thrash metal espagnol, originaire d'Albacete. Le groupe, formé en 2000, compte un total de deux démos et six albums studio.

## Biographie

### Débuts (2000–2003)
Angelus Apatrida est formé en mars 2000 dans la ville espagnole d'Albacete, après la fusion de deux jeunes groupes qui partageaient le même espace de répétition, dans l'intention de réaliser un projet musical englobant et unifiant toutes les influences de chacun de ses composants.
En 2001, ils enregistrent une première démo-CD intitulée Lost in the Realms of Orchinodaemon, avec un style proche du power metal européen. Peu de temps après la publication de cette démo, le groupe assiste au départ du chanteur Alberto Gayoso et du batteur Alberto Izquierdo. Les autres membres du groupe recrutent alors le batteur Victor Valera, tandis que Guillermo Izquierdo endosse les rôles de guitariste et chanteur. En outre, le groupe décide de durcir son style et changer d'image. Ils décident donc de s'inspirer de groupes comme Overkill, Megadeth, Anthrax, Metallica, Annihilator ou Pantera, et de changer de logo.
En janvier 2003, le groupe part en tournée jusqu'à la fin de cette année. Le succès et le soutien du public au cours de cette tournée leur permet de publier un album promotionnel intitulé Unknown Human Being en milieu d'année. Après s'être popularisé hors d'Espagne jusqu'en Amérique du Sud et le reste de l'Europe, le groupe publie la démo Lost in the Realms of Orchinodaemon et l'album Unknown Human Being comme le Pérou, la Colombie, le Chili, la France, la Belgique, la Suisse, la Pologne ou la Roumanie. Une chanson du groupe, Supremacy In Chaos, est incluse dans la compilation Atlantida Vol. 23, qui fait participer Skyfire, Ancient, Moonsorrow, Legión et Ancient Rites.

### Evil Unleashed(2003–2006)
En décembre 2003, le groupe gagne un concours organisé par le magazine Rock Total et participe à une compilation publiée par le label Red Dragon Records, sur une compilation qui fait notamment participer Panzer. Angelus Apatrida reprend la chanson Danza de la muerte. La chanson est enregistrée en avril 2004 aux studios Korsakov à Madrid, et fait participer l'ex-chanteur de Panzer, Carlos Pina, qui travaille pour l'émission radio Radio 3 sur RNE.
En avril 2004, le groupe obtient son premier contrat avec le label Red Dragon Records, qui assurera la production de leurs trois prochains albums. Evil Unleashed, leur premier album studio, est enregistré en 2004 aux studios Korsakov et produit par Kosta Vázquez. Cependant, le manque de réponse de la part de Red Dragon entraine sa séparation avec le groupe qui réenregistre l'album le 17 novembre 2005 au studio Studio54 à Valence, avec Enrique Soriano à la production. Le mastering de l'album est effectué en Alberta au Canada,avec le technicien-son Dave Horrocks aux studios Infinite Wave. Evil Unleashed est édité par le groupe en mars 2006 chez Producciones Malditas, et distribué par K-Industria.
Pour la promotion de l'album, Angelus Apatrida participe aux festivals Viña Rock en 2005 et 2006 aux côtés de groupes comme Sepultura, Barón Rojo et Horcas, et joue dans des villes comme Madrid, Albacete et Valence, entre autres. Le groupe continue sa tournée espagnole et participe au premier festival thrash du pays appelé Thrash Attack Fest. Le premier album du groupe est bien accueilli par la presse nationale et internationale.

### Give 'Em War(2007–2008)
En juin 2007, le groupe entre aux studios NewLife à Madrid, avec les producteurs José A. Garrido et Daniel Melián, pour enregistrer son deuxième album. Kosta Vázquez de Boikot effectue le mastering de l'album aux studios Oasis de Madrid. Give 'Em War est publié en septembre 2007, et distribué par Mastertrax. Le groupe tourne dans des festivals comme le Lorca Rock, Alternavigo, Milwookis, HardMetalFest, Bidache Metal ou The Metalway entre autres, et joue notamment au Portugal et en France. Il devient désormais considéré comme l'un des plus importants groupes de thrash metal espagnol et l'un des groupes metal les plus actifs de la scène locale.

### Clockwork(2009–2011)

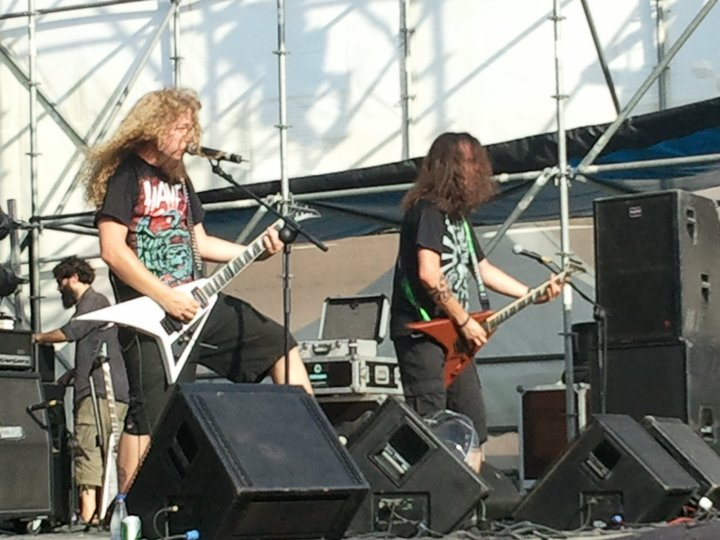
Guillermo Izquierdo et David G. Álvarez au festival Leyendas del Rock le 13 août 2011.

En novembre 2009, Angelus Apatrida signe un contrat international avec le label Century Media Records. Ils y enregistrent leur troisième album studio, et leur premier album chez Century Media, en janvier 2010 aux studios portugais Ultrasound avec Daniel Cardoso à la production, et Pete Mendes comme ingénieur-son. Le groupe tourne en Espagne et au Portugal avec notamment Arch Enemy en décembre 2009.
Clockwork est le troisième album studio du groupe, qui est très bien accueilli par la presse spécialisée. Le groupe est cité « meilleur groupe de metal en 2010 » par Mondosonoro, et « meilleur groupe en 2010 » par Rockzone et Kerrang!. Il atteint aussi la 44e place du Top 100 álbumes en Espagne, la 23e place du Top 30 albums au Portugal et la 45e place du Top 75  en Grèce,.
Le premier single s'intitule Blast Off, pour lequel est réalisé un vidéoclip. Après la sortie de l'album, en 2010, le groupe effectue plus de 80 concerts en Espagne et en Portugal, participe à plusieurs festivals comme le Sonisphere ou le Resurrection Fest et joue avec des groupes comme Slayer et Megadeth. Ils tournent aussi en Europe effectuant plus 40 concerts avec des groupes comme Skeletonwitch, Warbringer, Dying Fetus et Carnifex.

### The Call(2012)
À la fin de 2011, le groupe annonce un nouvel album intitulé The Call pour 2012. Il fera participer la même formation que celle de Clockwork. Il sera enregistré à Moita (Portugal), aux Ultrasound Studios de Daniel Cardoso (Anneke van Giersbergen, Anathema, etc.). The Call est publié le 24 avril 2012 ; il est bien accueilli par la presse spécialisée et atteint la 14e place du Top 100 álbumes. L'album part en tournée internationale avec des groupes comme 3 Inches of Blood, Havok et Goatwhore.

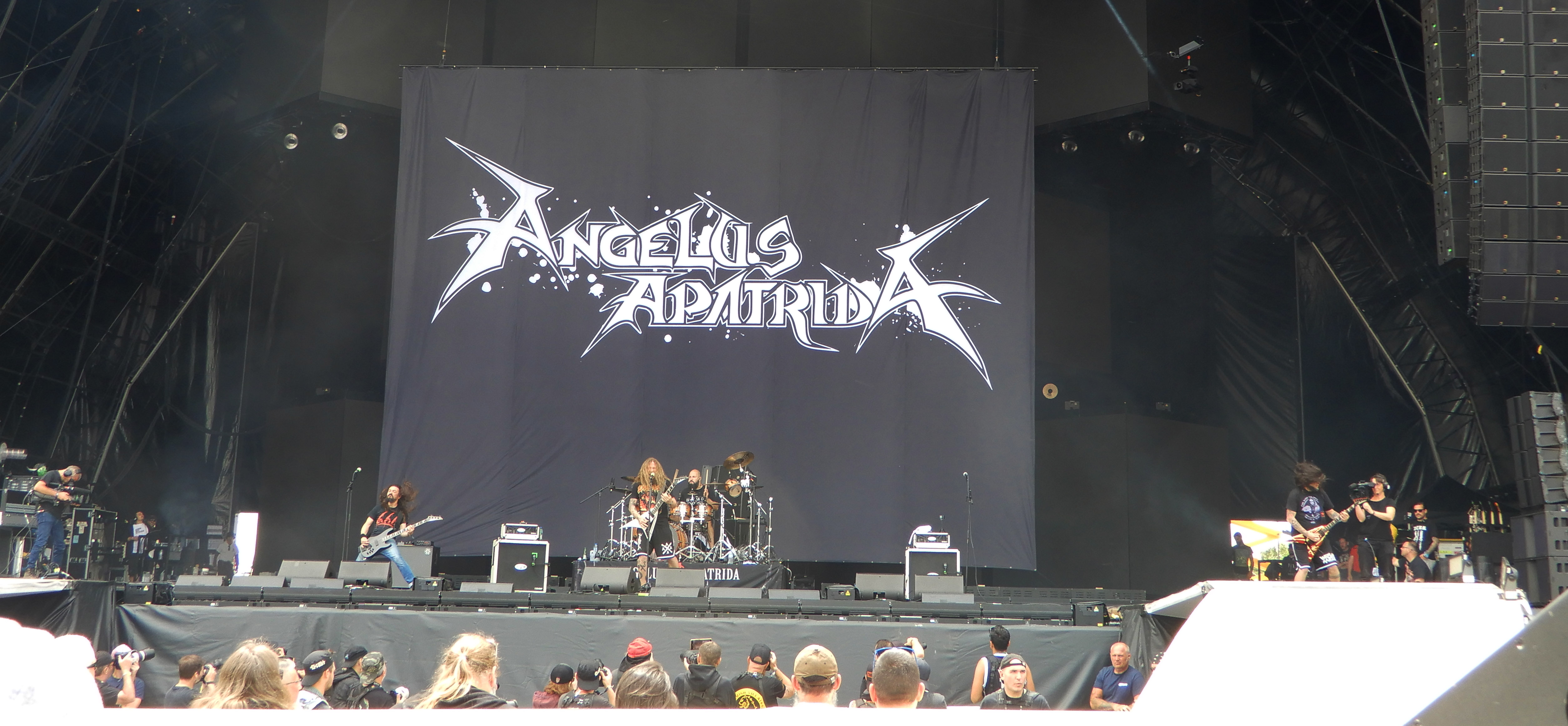
Angelus Apatrida au Hellfest 2022

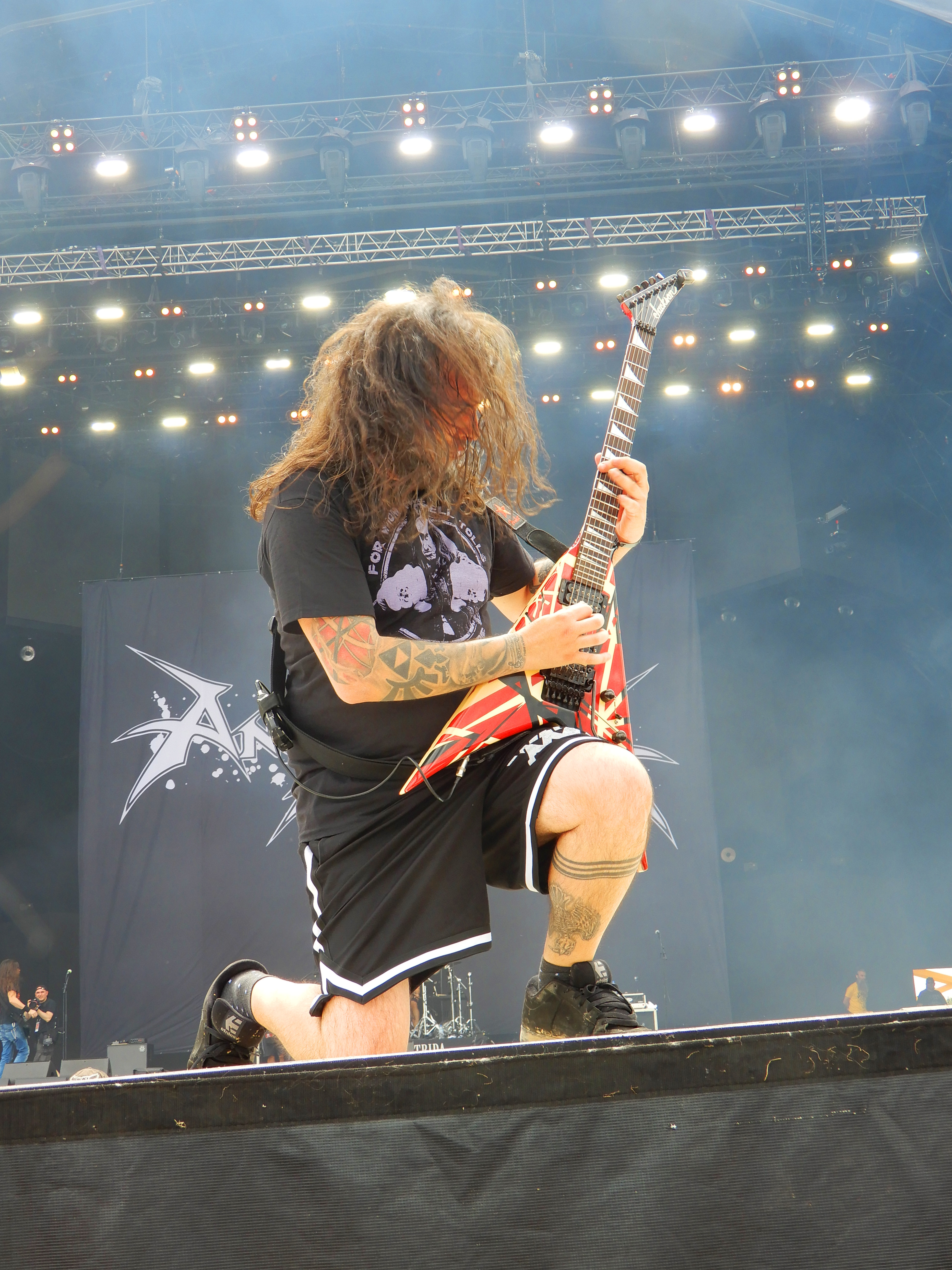
David G. Álvarez. Hellfest 2022

### Hidden Evolution(depuis 2013)
Le 18 septembre 2013, Angelus Apatrida annonce une tournée européenne entre novembre et décembre avec Havok et Savage Messiah.
En 2015 sort l'album Hidden Evolution.

## Discographie

### Albums studio
- 2006 : Evil Unleashed
- 2007 : Give 'Em War
- 2008 : Clockwork
- 2012 : The Call
- 2015 : Hidden Evolution
- 2018 : Cabaret de la Guillotine
- 2021 : Angelus Apatrida
- 2023 :  Aftermath

### Démo et EP
- 2001 : Lost in the Realms of Orchinodaemon (démo)
- 2003 : Unknown Human Being (EP)